# Förenade partiet för romer i Makedonien
Förenade partiet för romer i Makedonien, Pashakerdi partija e romengiri tari Makedonija (PPRM) var ett av de partier som kämpade för den romska folkgruppens intressen i Makedonien.
I början av 2000-talet ingick PPRM i valalliansen Tillsammans för Makedonien.
Senare gick man samman med Partiet för fullständig romsk lösrivelse från Makedonien och bildade det Förenade frigörelsepartiet. 